# Three Oaks
Three Oaks är en by i East Sussex i England. Byn är belägen 42,7 km 
från Lewes. Orten har 590 invånare (2015).